# خيط الأمان
خيوط الأمان أو الخيط الأمني هو سمة أمنية للعديد من الأوراق النقدية للحماية من التزوير. وقد طرح في عام 1990، ويتكون من شريط رفيع ينسج من خلال الورقة النقدية.
عادةً ما يكون الشريط عموديًا، ويكون "منسوجًا" في الورقة، بحيث يظهر في بعض الأماكن على الجانب الأمامي وفي الأماكن المتبقية على الجانب الخلفي من الورقة. وهو مصنوع من رقائق معدنية، وأحيانًا من البلاستيك، وغالبًا ما يكون محفورًا عليه بعض النصوص أو الأرقام (مثل قيمة الفئة) منقوشة.
توضع وتتضمن الخيوط داخل الألياف الورقية ويمكن أن تكون غير مرئية تمامًا أو أن يكون لها تأثير انفجار نجمي، حيث يبدو الخيط وكأنه ينسج داخل وخارج الورق عند النظر إليه من جانب واحد، بينما يظهر الخيط دائمًا كخط متصل عند رفعه إلى الضوء. يمكن تضمين ميزات في مادة الخيط، على سبيل المثال، الطباعة الدقيقة على خيط بلاستيكي شفاف أو إضافة مواد بحيث تضيء تحت الأشعة فوق البنفسجية. من الصعب تزييف الخيط، ولكن من المعروف أن بعض المزوّرين يطبعون خطاً رمادياً رفيعاً أو خطاً رفيعاً من الورنيش في منطقة الخيط.[بحاجة لمصدر]
يمكن أيضاً استخدام خيوط الأمان كجهاز لمكافحة التزوير في جوازات السفر. وهي عادة ما تكون مصنوعة من البلاستيك وتحتوي على طباعة دقيقة.

## معرض الصور

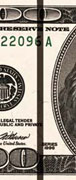
خيط أمني في عملة مائة دولار أمريكي
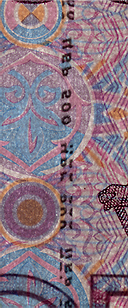
خيط أمني في عملة 500 روبل
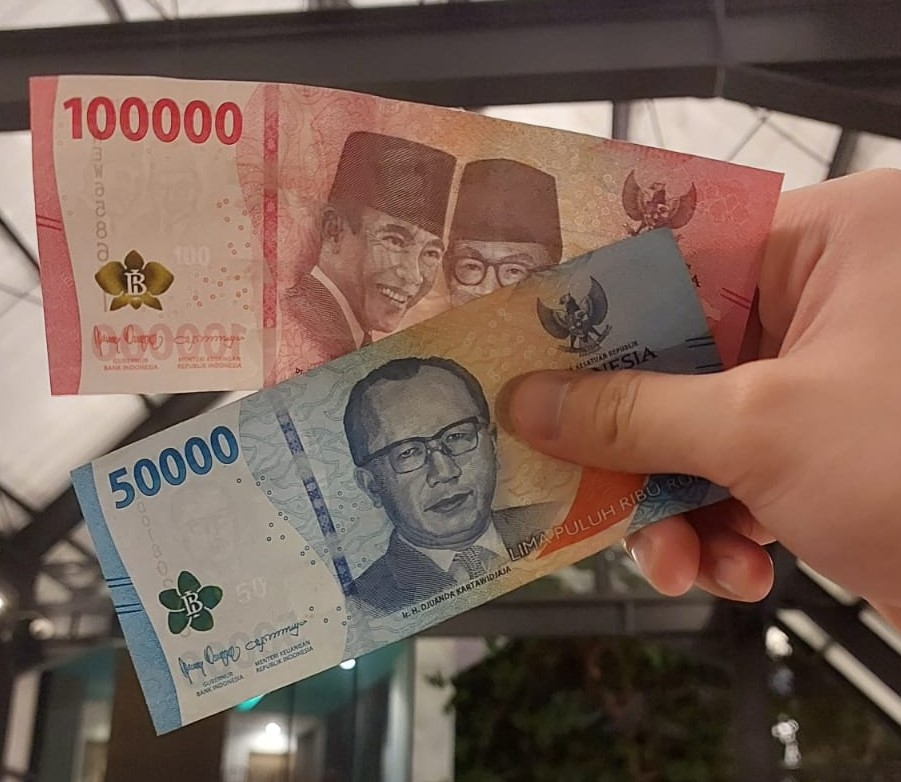
خيوط الأمان لأحدث العملات الإندونيسية من فئة 100,000 روبية و50,000 روبية الصادرة في عام 2022
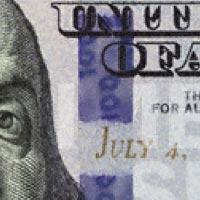
خيط الأمان على عملة بقيمة مائة دولار أمريكي صادرة عام 2009
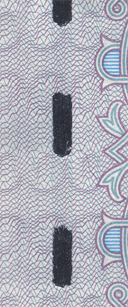
خيط أمان على عملة بقيمة ألف روبل روسي 2004.
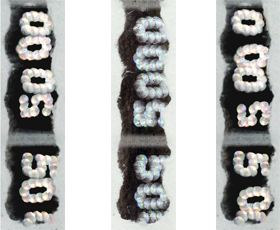
خيط أمان على عملة بقيمة 5000 روبل روسي 2010.